# Pimpinella kraussiana
Pimpinella kraussiana är en flockblommig växtart som beskrevs av Carl Daniel Friedrich Meisner och Johan Carl Krauss. Pimpinella kraussiana ingår i släktet bockrötter, och familjen flockblommiga växter. Inga underarter finns listade i Catalogue of Life.